# Georges Fontené
Georges Fontené (* 23. September 1848 in Rousies, Département Nord, Frankreich; † 7. April 1923 in Paris) war ein französischer Mathematiker, der sich vor allem mit algebraischer Geometrie und Algebra befasste.

## Leben
1875 erhielt er seine Agrégation und wurde Gymnasiallehrer. Er unterrichtete in Belfort, Douai und Rouen, bis er in Paris an das Collège Rollin (heute: Lycée Jacques Decour) wechselte. 1903 wurde Fontené zum Inspecteur général de l’Instruction Publique (seit 1980: Inspecteur général de l’Éducation nationale) ernannt. Zudem war er langjähriger redaktioneller Mitarbeiter der Nouvelles Annales de Mathématiques.
Er veröffentlichte in den Nouvelles Annales de Mathématiques eine Vielzahl von Abhandlungen über reine sowie analytische Geometrie, Hyperräume, elliptische Funktionen und Integrale, ebene algebraische Kurven sowie Raumkurven und lineare Gleichungen.
Fontené wurde 1897 für sein Werk Hyperespace à (n − 1) dimensions die mention honorable des Lobatschewski-Preises der Staatlichen Universität Kasan zuteil.
In der linearen Algebra hat er einen Satz über die Lösbarkeit inhomogener linearer Gleichungssysteme, den Satz von Fontené-Rouché, unabhängig von Eugène Rouché bewiesen, mit dem es einen Prioritätsstreit gab.

## Publikationen (Auswahl)
- Hyperespace à (n − 1) dimensions. Propriétés métriques de la corrélation générale. Verlag Gauthier-Villars et fils, Paris 1892.
- Géométrie dirigée. Les angles dans un plan orienté avec des droites dirigées et non dirigées. Verlag Nony, Paris 1897.
- La Relativité restreinte. Verlag Vuibert, Paris 1922.